# Chiesa dei Santi Gervasio e Protasio (Ceto)
La chiesa dei Santi Gervasio e Protasio è la parrocchiale di Nadro, frazione di Ceto, in provincia e diocesi di Brescia; fa parte della zona pastorale della Media Val Camonica.

## Caratteristiche
Lo studioso don Alessandro Sina ritiene che la fondazione della struttura sia attribuibile ai monaci di Tours, presenti in Valle Camonica nell'VIII secolo. È orientata est-ovest, con l'ingresso verso ponente.
Essa fu rimaneggiata nel XVI secolo dopo la visita di San Carlo Borromeo in Val Camonica: venne ordinato di chiudere la porta meridionale della chiesa, chiudere con cancelli l'ingresso della stessa, dividere i banchi tra maschi e femmine, trasformare la cappella di San Rocco, che era sotto la cura dei disciplini di Nadro, in sagrestia togliendovi tutte le sepolture. Il campanile, oggi leggermente pendente, porta la data del 1611.
Viene inoltre ricordato che:
(Giovanni Gregorini, Memorie sulla Visita Apostolica di San Carlo alla Plebania di Cemmo, Brescia, 1869)
Vi è conservata una Crocefissione di Grazio Cossali firmata e datata 1615.
Il 19 maggio 1683 iniziano i lavori per l'ampliamento alla sua forma attuale, che finiranno il 9 aprile 1691, come è riportato da un documento della vicinia.. Nel 1895 vi fu un rovinoso incendio che devastò la struttura: l'anno seguente venne chiamato a riaffrescare la parrocchiale il pittore di Esine Antonio Guadagnini.

## Galleria d'immagini

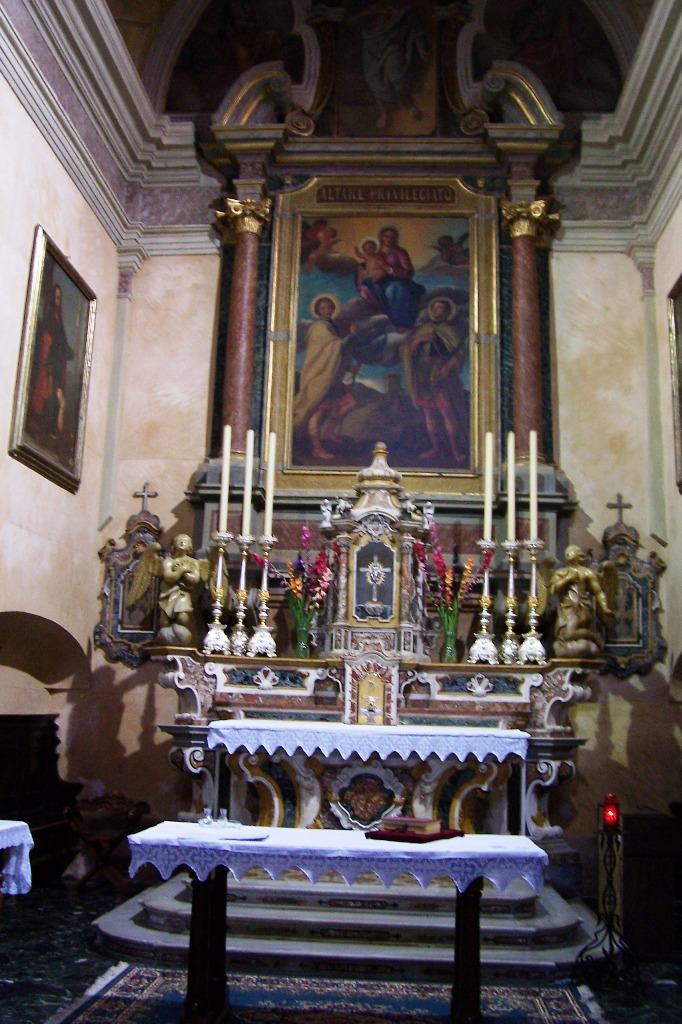
Altare maggiore
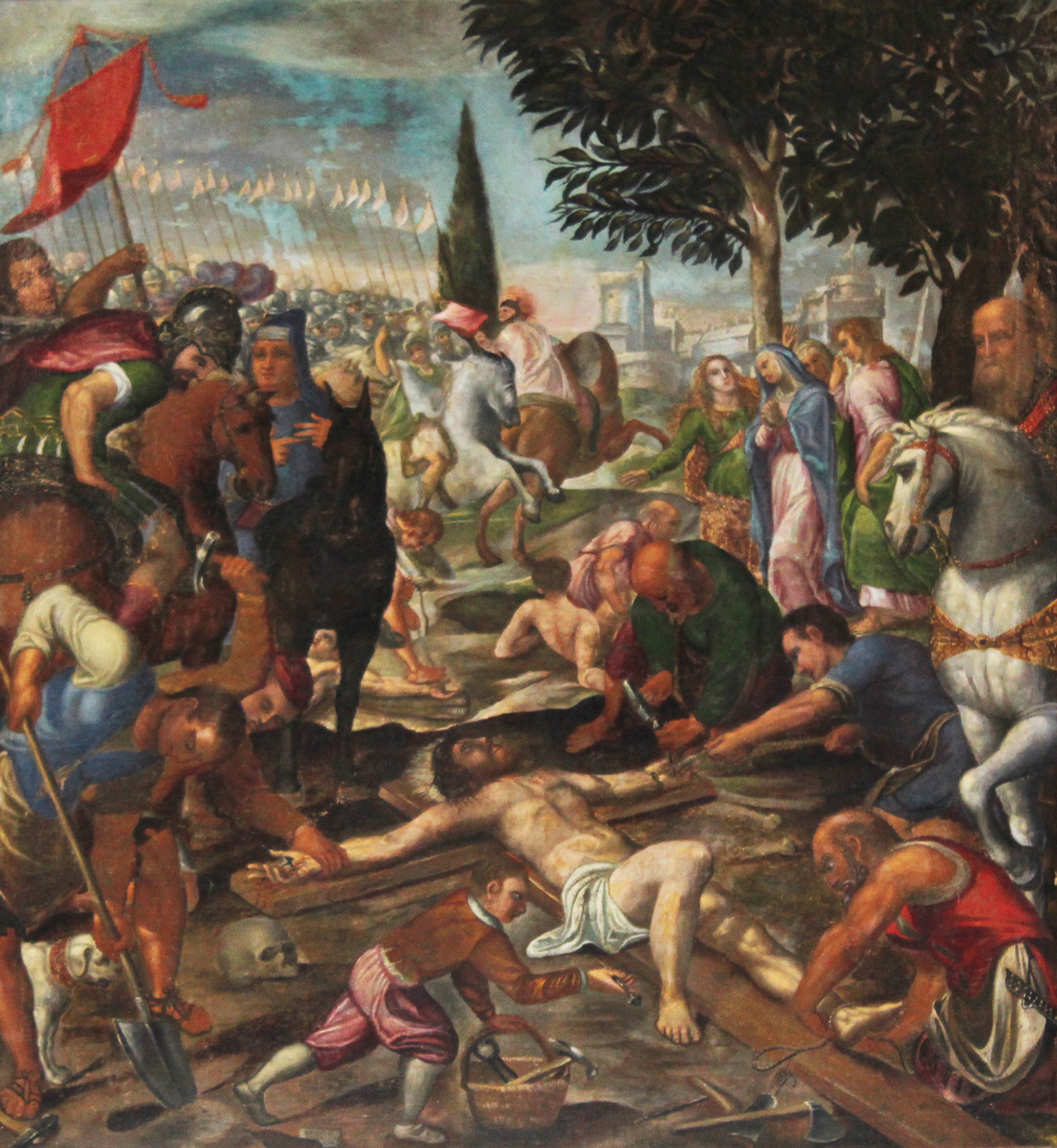
Crocefissione di Grazio Cossali, 1615
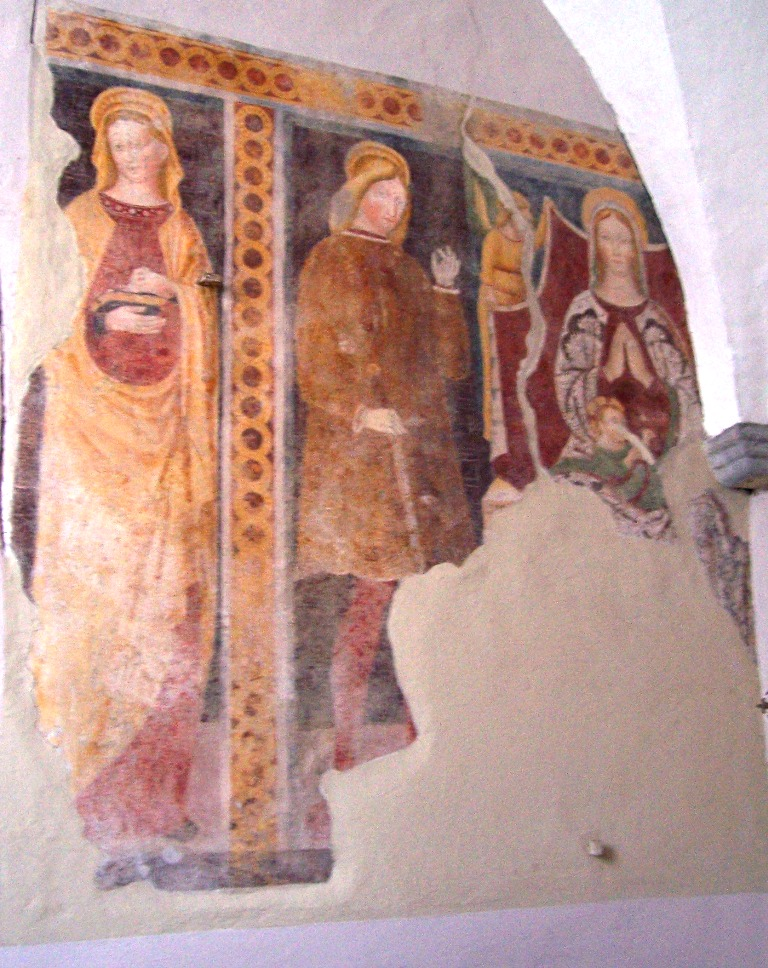
Affreschi dell'antica cappella di San Rocco
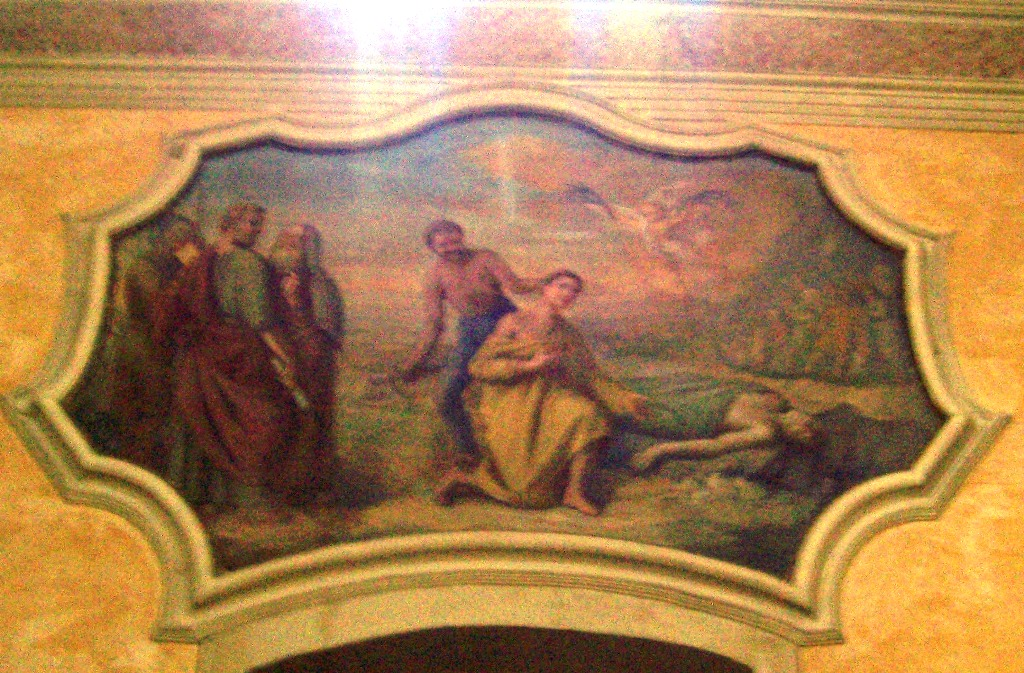
Martirio dei santi Gervasio e Protasio
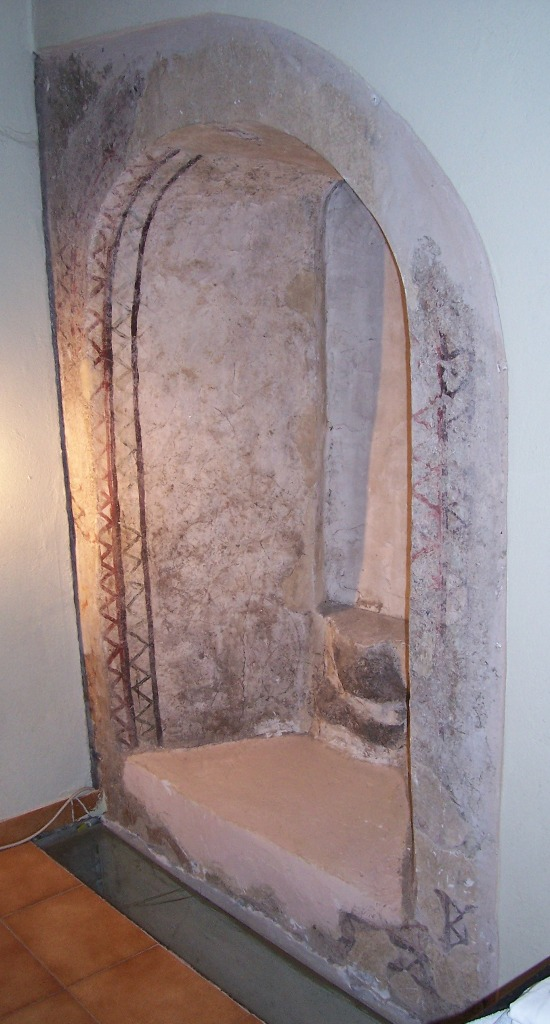
Ex Monofora, oggi inserita nella parete interna della canonica